# 本田明浩
本田 明浩（ほんだ あきひろ、1967年8月18日 - ）は、兵庫県西脇市出身の元プロ野球選手（捕手）、野球指導者。

## 来歴・人物
杜高卒業後、社会人野球の新日本製鐵大分では、1990年（補強選手）から2年連続で都市対抗野球に出場。1991年のドラフト会議で福岡ダイエーホークスから6位指名を受け、契約金4500万円、年俸600万円（それぞれ推定）で契約を結んだ。背番号は35。176cm、73kg（入団時）と体格は大きくなかったが、遠投120メートルの強肩捕手で、即戦力として期待されていた。
しかし、1995年より背番号が61に変更。結局、一軍出場のないまま2000年に退団した。
2001年にブルペン捕手として阪神タイガースに入団した（背番号は94）が、10年目となるため選手登録されており、1試合のみだが二軍戦に出場している。このシーズン終了後に正式に引退し、その後は2004年までブルペン捕手、2005年からは育成担当を務め、2009年から再度ブルペン捕手を務めている。2018年限りで退団。
2018年12月25日、2019年シーズンより四国アイランドリーグplusの高知ファイティングドッグスで野手コーチに就任することが発表された。2020年1月14日、2019年シーズンでの退団が発表された。
その後は、履正社国際医療スポーツ専門学校（履正社ベースボールクラブ）で指導している。

## 詳細情報

### 年度別打撃成績
- 一軍公式戦出場なし

### 背番号
- 35（1992年 - 1994年）
- 61（1995年 - 2000年）
- 94（2001年 - 2009年途中）
- 111（2009年途中 - 2018年）[4]
- 81（2019年）